# ADN-polymérase thermostable
 (septembre 2016).
Le contenu est difficilement compréhensible vu les erreurs de traduction, qui sont peut-être dues à l'utilisation d'un logiciel de traduction automatique.

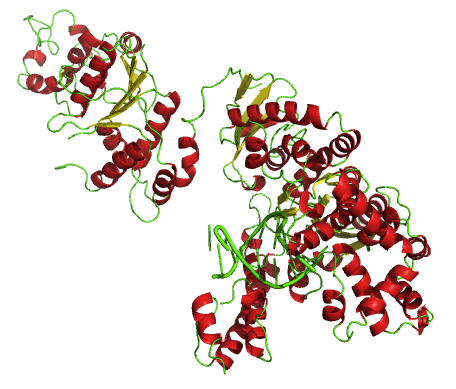
Taq polymérase avec l'exonucléase (gauche) et la polymérase avec ADN (droite)

Les ADN-polymérases thermostables sont des ADN-polymérases issues d'organismes thermophiles, comme certains Archaea et leurs pathogènes. Ces polymérases sont stables à hautes températures (env. 100°C) et peuvent donc être utilisées pour la réaction en chaîne par polymérase (angl. PCR) et autres méthodes permettant l'amplification et la modification de l'ADN.

## Polymérases bactériennes
Les principales polymérases thermostables issues de bactéries sont la Taq polymérase, la Tfl-polymérase, la Tma-polymérase, la Tne-polymérase et la Tth-polymérase,,.
Ces polymérases bactériennes sont de type A. Elles ont une activité polymérase 5'→3', une activité exonucléase 5'→3' et ajoutent une adénosine à l'extrémité 3' de l'ADN synthétisé (angl. sticky ends). La processivité (angl. processivity) est une propriété des ADN polymérases définie comme le nombre moyen de paires de bases incorporées par la polymérase avant de se détacher de l'ADN servant de matrice (angl. template). Une processivité trop petite limite donc la distance maximale entre les amorces utilisées dans une réaction de qPCR. La processivité de la Taq-polymérase est à peu près de 200 paires de bases.

## Polymérases d'archées

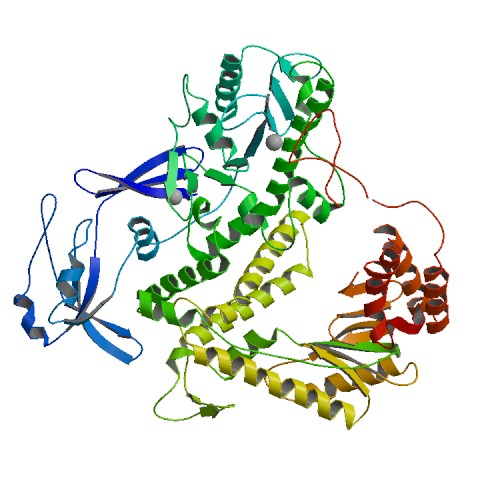
Pfu polymérase avec deux ions de magnésium (sphères grises)

Les ADN polymérases thermostables d'Archées les plus utilisées sont la Pfu-polymérase, la Pwo-polymérase, la KOD-polymérase, la Tli-polymérase (synonyme Vent), la Tag-polymérase, la Tce-polymérase, la Tgo-polymérase, la TNA1-polymérase, la Tpe-polymérase, la Tthi polymérase, la Neq polymérase et la Pab polymérase.